# Lev vel
|  | Denne artikel er oprettet af botten PalnaBot ud fra en ekstern database. Den kan derfor have sproglige fejl eller mangler. Denne skabelon kan fjernes efter kontrol af indholdet. |

Lev vel er en dansk kortfilm fra 2002 skrevet og instrueret af Morten Boesdal Halvorsen.

## Handling
Dette er ingen udgang siger Livs læge. Ellers går det godt med skolen, vennerne, formen, derhjemme og kæresten bortset fra at hun ingenting spiser.